# Branconio
I Branconio, talvolta citati come Branconio dell'Aquila o Branconi, sono un'importante famiglia dell'Aquila, con ramificazioni a Chieti e Roma.

## Storia
La famiglia è originaria del castello di Colle Brinconio (Collebrincioni, 5 km a nord dell'Aquila), da cui prende anche il nome che partecipò alla fondazione della città, nel XIII secolo, con l'elezione della chiesa di San Silvestro nel Quarto di Santa Maria.
Tra i capostipiti della famiglia è Paolo Di Cola, che nei primi anni del Quattrocento fondò fuori città il convento di San Giuliano. I Branconio divennero noti nel 1433 quando Ludovica da Branconio — figlia di Paolo e membro, con la sorella Angela e la Beata Antonia, di un gruppo di terziarie francescane — istituì la prima residenza femminile nei pressi di Sant'Elisabetta. Successivamente, sul finire del secolo, Paolo partecipò con altri membri della famiglia, tra cui Pietro, alla realizzazione della basilica di San Bernardino.

Raffaello, Autoritratto con un amico. Il personaggio a destra è ritenuto essere Giovanni Battista Branconio.

Il personaggio più influente ed importante nella storia del casato è comunque Giovanni Battista Branconio (1473-1522). Figlio di Marino Branconio ed Elisabetta, nacque all'Aquila ma si trasferì giovanissimo a Roma per diventare orafo. Iniziò a lavorare nella bottega di Galeotto Franciotti della Rovere, nipote di papa Giulio II, per il quale divenne cortigiano e sostenne l'elezione di papa Leone X nel conclave del 1513. Leone X lo nominò consigliere di fiducia, ripagandone i servigi con numerosi possedimenti tra i quali due chiese nei pressi di Padova ed il porto di Piacenza sul Po; a questi seguirono nel 1517 l'abbazia di San Clemente a Casauria, nel 1520 la chiesa di San Biagio d'Amiterno all'Aquila e nel 1521 la badia di Santa Maria Assunta a Bominaco.
L'ascesa economica e sociale gli consentì di frequentare la cerchia dei più importanti artisti del periodo tra cui Raffaello Sanzio, di cui divenne intimo amico. Al celebre pittore, Giovanni Battista commissionò un dipinto da regalare al padre Marino raffigurante la Visitazione con sant'Elisabetta (in onore della madre) e Maria incinta. La tela, pagata 300 scudi, venne inserita in un'apposita cappella all'interno della chiesa di San Silvestro, da dove fu poi trafugata; attualmente è esposta al Museo del Prado di Madrid.

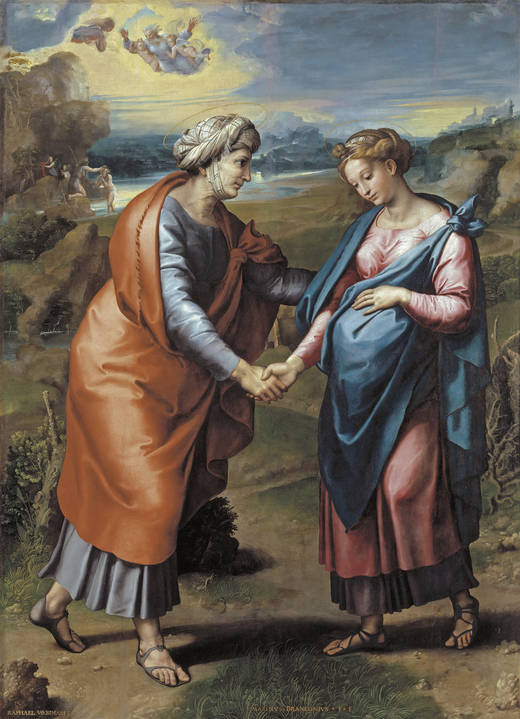
Raffaello, Visitazione (Museo del Prado, Madrid). Il nome de padre di Giovanni Battista Branconio, Marino, compare sulla tavola mentre il personaggio di Sant'Elisabetta è un omaggio alla madre dello stesso Giovanni Battista.

Sempre Raffaello progettò per l'amico il fastoso Palazzo Branconio dell'Aquila, realizzato tra il 1519 ed il 1522 all'interno del borgo di San Pietro a Roma e demolito un secolo dopo per consentire la realizzazione del colonnato della basilica vaticana. In virtù del prestigio acquisito si trasferirono nella capitale anche Fabiano Branconio (cugino di Giovanni Battista) ed il gesuita Francesco Branconio.
Contemporaneamente, all'Aquila, il massimo esponente del casato diventò Fabrizio Branconio (I) che, nel XVI secolo, ricoprì per quattro volte la carica di camerlengo cittadino. Fabrizio ebbe due figli, Marcantonio e Giuseppe, con quest'ultimo che tra il 1550 ed il 1560 sposò Giulia Porcinari suggellando così l'unione di due delle più importanti famiglie aquilane dell'epoca e diventando feudatario del castello di Barete, storico possedimento dei Porcinari. Più tardi, nel 1588, acquistò da Scipione Cappa, per la cifra di 10 500 ducati, anche il feudo di Bagno che in seguito tornò tra le mani della famiglia Cappa.
I due ebbero ben nove figli, tutti maschi, e alla loro morte vennero sepolti insieme nella cappella di famiglia all'interno della chiesa di San Silvestro, ulteriormente impreziosita dalle Storie della Madonna di Giampaolo Donati e dalla Nascita del Battista attribuita a Giulio Cesare Bedeschini.
Figlio di Giuseppe è Girolamo Branconio (1560 circa, 1629), altro personaggio notevolmente importante della famiglia, che ereditò da Giovanni Battista Branconio il controllo dell'abbazia di San Clemente a Casauria, scegliendo di governarla personalmente diventandone abate.
Tra gli altri figli di Giuseppe si ricordano Cesare, Orazio, Fabrizio (II) e Muzio. In particolare Cesare Branconio risultò essere molto vicino all'ambiente religioso e nel XVII secolo sostenne economicamente i conventi dei barnabiti in via dei Giardini e dei cappuccini a San Michele, oltre che l'ordine dei gesuiti aquilani che da questo momento acquisirà notevole importanza nella vita cittadina; Orazio Branconio, già cavaliere di Malta, contese al castello di Collebrincioni il possesso delle terre che si estendono tra la Stabbiata e Campo Imperatore; Fabrizio Branconio (II) partecipò con una cospicua somma alla costruzione della chiesa di San Filippo in via Cavour; Muzio Branconio, infine, ereditò dal padre la baronia di Barete ma la cedette nel 1620 al marchese di Pizzoli e signore di Cagnano Fernando De Torres. L'operazione, unita all'acquisto da parte di Girolamo del castello di Bolognano, rende evidente un mutuato interesse della famiglia dai possedimenti della valle dell'Aterno a quelli della Val Pescara.
Marco Antonio (o Marcantonio) Branconio, barone di Bolognano sposò l'8 maggio 1637, la nobile aquilana Lucia Bonanni.
Sul finire del XVII secolo i Branconio — come anche le famiglie patrizie dei Pica e dei Porcinari — scomparirono progressivamente dai seggi del potere cittadino a favore del rampante ceto imprenditoriale. Nel secolo successivo la famiglia si unì con quella dei Ciampella in virtù del matrimonio tra Caterina Branconio e Giuseppe Ciampella, assumendo così il controllo della chiesa di Sant'Amico.
Nel XX secolo un ramo della famiglia si impiantò stabilmente a Chieti dove è stata realizzata un'ulteriore cappella del casato all'interno del cimitero monumentale del capoluogo teatino.

## Blasonatura
La blasonatura principale legata alla famiglia cita uno stemma troncato: nel 1° d'oro a due palle di rosso, ed una in capo d'azzurro caricata di tre gigli d'oro; nel 2° d'argento al monte di tre cime di verde sostenenti due rami di quercia al naturale, passati in croce di Sant'Andrea.
Un secondo stemma — visibile sul portale laterale di Palazzo Farinosi Branconi — prevede una partitura che aggiunge, agli attributi araldici già citati nel primo stemma, un maiale ritto sormontato da una stella.

## Residenze

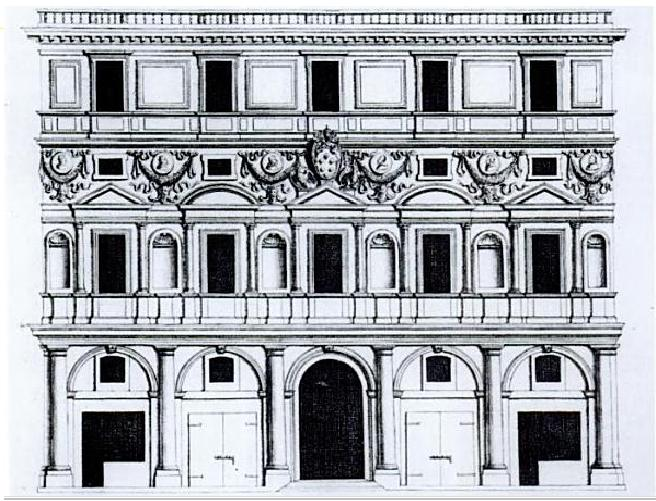
Il palazzo Branconio dell'Aquila, progettato da Raffaello a Roma, in un'incisione seicentesca.

Il legame tra i Branconio e la chiesa di San Silvestro è tra i più vistosi esempi di appropriazione familiare dei luoghi di culto in chiave nobiliare, insieme a quello tra gli Alfieri e Santa Giusta e tra i Rustici e San Marciano. All'interno della chiesa è la cappella Branconio, aperta all'estremità della navata di sinistra per volere di Giovanni Battista Branconio alla fine del Quattrocento.
La prima residenza della famiglia fu il palazzo Branconio realizzato frontalmente alla chiesa, sul luogo di abitazioni preesistenti, nei primi anni del Cinquecento. Ad esso seguirà il bramantesco palazzo Branconio dell'Aquila realizzato tra il 1519 ed il 1522 a Roma, città nella quale Giovanni Battista si era trasferito per diventare orafo; il progetto del palazzo è di Raffaello Sanzio, amicizia capitolina del Branconio e autore anche della Visitazione che dipinse per il padre di Giovanni Battista, Marino. Il palazzo venne poi demolito nel 1660 per permettere la realizzazione del colonnato di piazza San Pietro.
Alla seconda metà del Cinquecento risale il Casino Branconio,  fatto realizzare da Girolamo Branconio nei giardini del palazzo di famiglia; il caseggiato, completamente affrescato, fu notevolmente lesionato dai terremoti del 1703 e del 1915 venendo poi ricostruito nel 1932 quando la proprietà era già passata alla famiglia Vicentini.
Nella prima metà del Seicento sempre Girolamo Branconio acquistò da Ludovico Organella da Roio i fabbricati posti a lato della chiesa, tra piazza San Silvestro e via Garibaldi, riunificandoli in un nuovo palazzo d'ispirazione manierista. La famiglia Branconio vi si trasferì nel 1639 anche se il palazzo fu ricostruito in più occasioni fino al definitivo del 1753; un secolo più tardi, nel 1874, assunse per Regio Decreto la denominazione di Palazzo Farinosi Branconi.